# Faiwol jezik
Faiwol jezik (ISO 639-3: fai; angkiyakmin, faiwolmin, fegolmin, wokeimin), transnovogvinejski jezik uže skupine Ok-Awyu, jedan od devet koji čini planinsku podskupinu ok jezika. Govori ga oko 4 500 ljudi (1987 SIL) u Papui Novoj Gvineji na gornjim tokovima rijeka Fly i Palmer u distriktu Tabubil, provincija Western.
Među raznim dijalektima spominju se i wopkeimin i ankiyakmin. Pismo: latinica.

## Vanjske poveznice
- Ethnologue (14th)
- Ethnologue (15th)